# Кейтин Робинсон, Дженнифер
Дже́ннифер Ке́йтин Ро́бинсон (англ. Jennifer Kaytin Robinson; род. 4 апреля 1988, Майами, Флорида) — американский режиссёр, продюсер и писатель. Она создала и продюсировала шоу «Сладкие и порочные» для канала MTV, премьера которого состоялась в 2016 году и длилась один сезон, прежде чем была отменена. Затем она сняла, написала сценарий и выступила режиссёром фильма «Кто-то великий» (2019).
Она станет автором, режиссером и исполнительным продюсером телесериала «Center Stage» Предстоящий фильм Робинсон «Отомсти за меня» с Камилой Мендес и Майей Хоук в главных ролях, описывается как перевернутая тёмная комедия с самыми страшными героями — девочками-подростками

## Карьера

### Фильмы
| Год  | Фильм                                | Режиссёр | Сценарист | Продюсер | Комментарии                                   |
| ---- | ------------------------------------ | -------- | --------- | -------- | --------------------------------------------- |
| 2019 | Кто-то классный                      | Да       | Да        | Да       | Исполнительный продюсер                       |
| 2020 | Небеременная                         | Нет      | Да        | Нет      |                                               |
| 2022 | Тор: Любовь и гром                   | Нет      | Сюжет     | Нет      | Пост-продакшн; в соавторстве с Тайкой Вайтити |
| 2022 | Strangers                            | Да       | Да        | Да       | Пост-продакшн                                 |
| 2025 | Я знаю, что вы сделали прошлым летом | Да       | Да        | Нет      | Съёмочный процесс                             |

### Телевидение
| Год  | Телесериалы                      | Режиссёр | Сценарист | Продюсер     | Комментарии                   |
| ---- | -------------------------------- | -------- | --------- | ------------ | ----------------------------- |
| 2016 | Сладкие и порочные               | Нет      | Да        | Да           | Создатель сериала             |
| 2020 | Love Life                        | Да       | Нет       | Нет          | Эпизод: «Magnus Lund Part II» |
| 2021 | Соколиный глаз                   | Нет      | Нет       | Консультация |                               |
| TBA  | Неизвестный сериал: Center Stage | Да       | Да        | Да           | В разработке                  |